# Транспорт в Камеруне
Транспорт Камеруна представлен автомобильным, железнодорожным, воздушным, водным (морским, речным) и трубопроводным типами транспортных сообщений.

## Автомобильный транспорт
Общая протяженность автодорожной сети составляет 34 300 км, в том числе 4288 км дорог с твёрдым покрытием, а остальные 30 012 км являются немощёными.
Наиболее хорошо развит общественный транспорт, чем персональный. Автобусы соединяют большинство крупных городов страны и являются наиболее популярным средством передвижения. В каждом городе есть как минимум одна автобусные станции.

## Железнодорожный транспорт
В Камеруне действуют 50 локомотивов и почти 1300 вагонов. Среди них локомотивы и железнодорожные автобусы производства Alstom, локомотивы Bombardier Transportation и Electro-Motive Diesel и других кампаний.
Единственным оператором железнодорожного транспорта в стране является кампания «Camrail». Сеть железнодорожных линий Камеруна имеет протяженность 1104 км. Большая её часть построена немецкой колониальной администрацией в начале XX века.
Железнодорожные пути разделены на 4 линии: транскамерунская, западная, Отеле-Мбальмайо и Мбанга-Кумба. Все линии поддерживается в хорошем состоянии, однако западная линия закрыта из-за плохого состояния моста через реку Вури в Дуале, а также других её участков.
Основным используемым участком железной дороги является отрезок Яунде — Н’гаундере. Большое экономическое значение для Камеруна имеет линия от Дуала до Нгаундере. Основные грузы: нефтепродукты, цемент, хлопок-сырец и другие продукты сельского хозяйства.

## Авиационный транспорт
По данным за 1999 год, в стране функционировало 50 аэропортов, в том числе 11 с проложенными взлётно-посадочными полосами. Из этих 11 аэропортов два имеют взлётно-посадочные полосы длиной более 3047 м, четыре — от 2438 до 3047 м в длину, три — от 1524 до 2437 м в длину, один длиной от 914 до 1523 м и один с длиной менее 914 м. Из оставшихся 39 восемь имеют ВПП между 1524 и 2437 м длиной, 20 с длиной между 914 и 1523 м и 11 с длиной менее 914 м.
В стране, по состоянию на 2015 год, зарегистрировано 1 авиапредприятие, которое оперирует 3 воздушными судами. 2015 год общий пассажирооборот на внутренних и международных рейсах составил 267 тыс. человек. В 2015 воздушным транспортом перевозки грузов, кроме багажа пассажиров, не совершались.
В стране существует только один международный аэропорт — Яунде. Аэропорт находится к югу от Яунде, недалеко от Нсимален. В 2004 году аэропорт обслужил 190 487 пассажиров. Внутреннее авиационное сообщение развито слабо.

## Судоходство
Общая протяженность внутренних судоходных маршрутов составляет 2090 км. Важнейшим морским портовым городом страны является Дуала.

## Трубопроводные сообщения
Общая длина газопроводов в Камеруне, по состоянию на 2013 год, составляла 53 км; трубопроводов сжиженного газа — 5 км; нефтепроводов — 1107 км; водопроводов — 35 км.